# Wienerfilharmonikernas nyårskonsert 1975

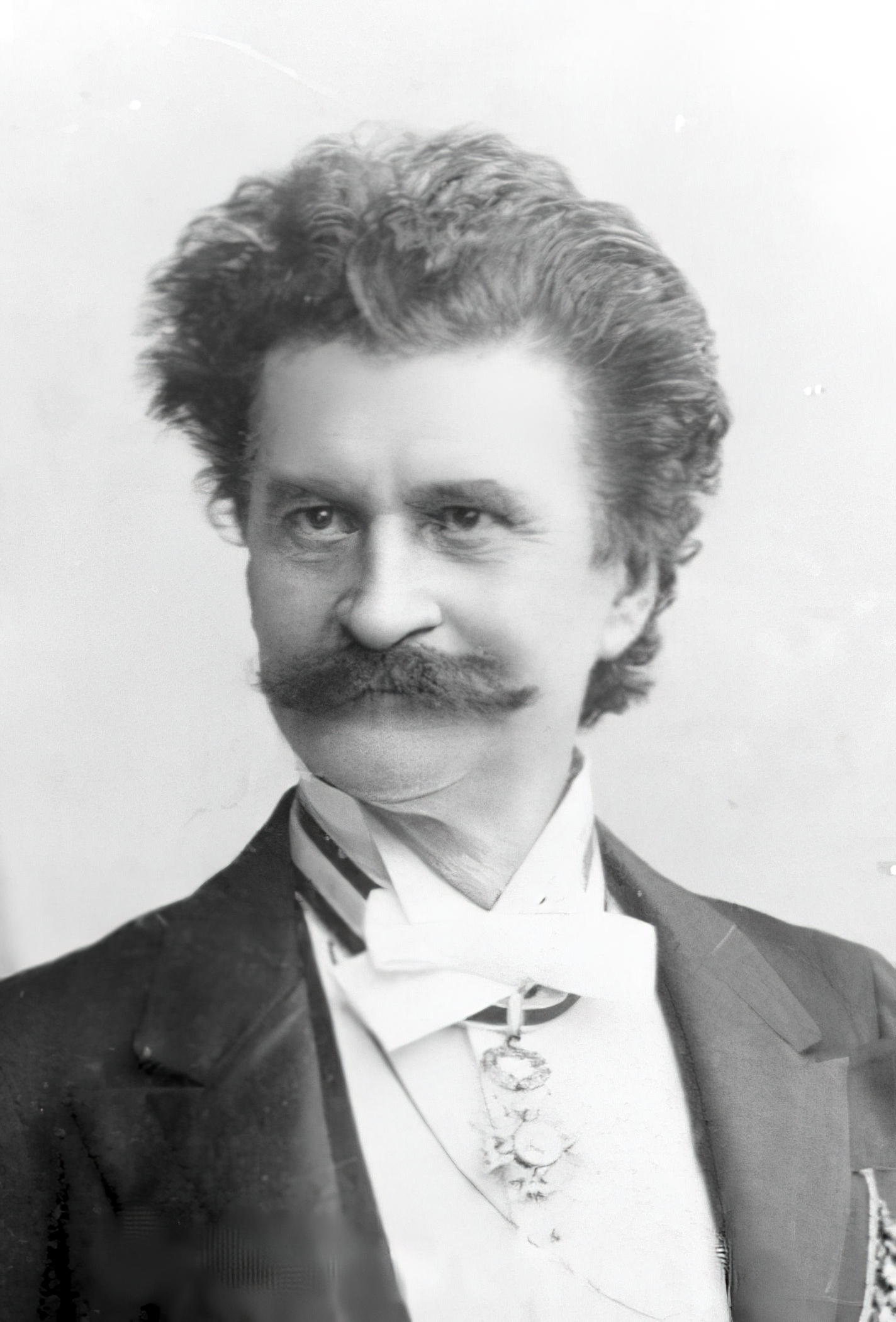
Johann Strauss den yngre

Wienerfilharmonikernas nyårskonsert 1975 räknas som den 35:e Nyårskonserten från Wien och ägde rum den 1 januari 1975 i Wiens Musikverein. Den dirigerades för 21:a gången gången av Willi Boskovsky. Det var den 17:e nyårskonserten vars 2:a del sändes på TV via Eurovision. Den sändes också för tionde gången på Intervision, TV-föreningen för de tidigare socialistiska staterna.
Konserten bestod detta år uteslutande av verk komponerade av Johann Strauss den yngre (1825–1899), då man 1975 firade 150-årsminnet av hans födelse.

## Historia

### Bakgrund
Strikt räknat var det Wienerfilharmonikernas 30:e nyårskonsert, eftersom det inte var förrän 1946 som Josef Krips introducerade denna titel, som behölls 1947 och därefter. Dessutom var det den 36:e Årsskifteskonserten, då det vid årsskiftet 1939/40 gavs en Außerordentliches Konzert (extraordinär konsert) av Wienerfilharmonikerna, som dock ägde rum på nyårsafton 1939. Från 1941 dirigerades den av Clemens Krauss, med undantag för åren 1946 och 1947 då Krauss förbjöds att dirigera på grund av sin närhet till nazistregimen och ersattes av Josef Krips.
Efter Clemens Krauss död 1954 valdes Willi Boskovsky enhälligt av orkestermedlemmarna till positionen som permanent dirigent för nyårskonserten, som han dirigerade för första gången 1955 (och fram till 1979). Willi Boskovsky är ihågkommen för att han dirigerade stora delar av konserten (mestadels valserna), med violinstråken och fiolen vilande på höften (emellanåt låg den på ett litet bord bredvid dirigentpulten). Han använde ytterst sällan en taktpinne.

### Dramaturgi
Konceptet för konsertens andra TV-sända del följde en tydlig musikdramaturgisk strategi med tanke på jubileumsåret för Strauss den yngre: Efter vad som förmodligen är den mest kända ouvertyren i hela operettlitteraturen, Johann Strauss den yngres till operetten Läderlappen  (som visuellt var ledsagad med foton från hans liv), följde hans "Opus 1" – för första gången på en nyårskonsert – valsen Sinngedichte. Den följdes av diverse välkända musikstycken i kronologisk ordning för att avslutas med den berömda Perpetuum mobile: den senare i symbolisk mening med det faktum att musiken (också av Strauss den yngre) kommer att fortsätta att ha en effekt och att det praktiskt taget inte kommer att finnas något "sista verk".
Extranumret av den snabba polkan Vergnügungszug gav den humoristiska delen av konserten gott om möjligheter att utvecklas, och den följande och även avslutande Donauvalsen var en imponerande avslutning på konserten - och samtidigt upptakten till en mängd olika händelser under jubileumsåret för Strauss den yngre utanför själva nyårskonserten.

### Visuell lyster
Den stora orgeln i "Gyllene salen" hade täckts och dolts av stora paneler: totalt sex silhuetter av Hans Schließmann applicerades på tre stora paneler, som färgmatchades med intrycket av rummet, och visade endast Johann Strauss den yngre i olika dirigeringsposer.
En annan speciell egenskap var att staden Amsterdam, i samband med sitt eget 700-årsjubileum, kunde presentera en enorm blomsterbukett (i 2:a delen, mellan valsen Wein, Weib und Gesang och den snabba polkan Auf der Jagd) till Wienerfilharmonikerna på scenen. Scendekorationen med blommiga och gröna dekorationer, inklusive denna konsert, var ganska spartansk vid den tiden: Det var inte förrän 1980 som en påkostad blomsterdekoration introducerades, från och med då i många år en donation från staden San Remo, arrangerad av Wiens stadsträdgårdsmästare.
Wiens manskör tog också plats på scenen under hela konserten: manskörens platser från den tiden har sedan länge ersatts med enkla stolar och biljetter till dem har sålts, och körföreställningar har sedan dess varit förvisad till orgelläktaren, som är alldeles för liten och ytterst olämplig.

### Sång, balett och mellanspel
Enligt ryktet tog "baletten vid Volksoper Wien och Wiener Staatsoper" och Wiener Männergesang-Verein över utformningen av konsertens TV-sändning. Detta märkliga sammanträffande – fram till denna tidpunkt hade ingen nyårskonsert framförts av tre andra wienerinstitutioner samtidigt förutom filharmonikerna (som hittills inte skulle komma att upprepas) – förde med sig ett ovanligt stort antal balettmellanspel som dansades till levande musik i Brahmssalen i Musikverein, men också körackompanjemanget av valsen Bei uns z'Haus (Del 1, ej dokumenterad på TV). Gerlinde Dill och Gerhard Senft stod för koreografin och Hermann Furthmoser för körinstuderingen.
Totalt fem verk kompletterades med levande balettinspelningar för tv-versionen: valsen Sinngedichte, Csárdás från operan Ritter Pásmán, Kaiser-Walzer och det musikaliska skämtet i Perpetuum mobile av båda baletterna.
Konserten avslutades med valsen An der schönen blauen Donau, i vilken alla tre institutionerna gick samman med Wienerfilharmonikerna: "Wiener Männergesang-Verein" framförde körversionen av valsen i text av Franz von Gernerth. I motsats till vad Strauss den yngre avsåg för körversionen spelades dock codan helt instrumentalt, dvs. inte i den förkortade körversionen, och valsens coda avslutade konserten med en ytterst skicklig blandning av levande dansade balettmellanspel från "Brahmssalen" i Musikverein.
Det fanns också humoristiska mellanspel i denna konsert, inklusive den snabba polkan Vergnügungszug: För de visselpipor som Strauss den yngre avsåg anskaffades en speciell pneumatisk lokvisselpipa (spelad av slagverkaren Franz Broschek, som hade tillhandahållit mellanspel i åratal) och som utfördes till åskådarnas nöje. Eftersom introduktionen av Donauvalsen ändå avbryts av applåder efter de första takterna, spelades dessa enbart av första och andra fiolen, först efter Willi Boskovskys nyårshälsningar började det "i enlighet med partituret".

### TV-sändning
Förutom i Österrike sändes programmet i Belgien, Västtyskland, Danmark, Finland, Grekland, Storbritannien, Irland, Island, Israel, Italien, Jugoslavien, Luxemburg, Nederländerna, Norge, Portugal, Schweiz och Spanien. 1975 inkluderade Intervision: Albanien, Tjeckoslovakien, Östtyskland, Polen, Rumänien, Sovjetunionen och Ungern.
Konsertens andra del sändes i Albanien, Argentina, Australien, Bulgarien, Chile, Ecuador, El Salvador, Finland, Frankrike,  Guatemala,  Honduras, Hong Kong, Irland, Island, Italien, Japan, Jugoslavien, Sydkorea, Luxemburg, Mauritius, Nederländerna, Norge, Peru, Polen, Portugal, Rumänien, Schweiz, Singapore, Sovjetunionen, Sverige, Taiwan, Tjeckoslovakien, Uruguay, USA och Venezuela. Totalt sändes det i 42 stater, den största räckvidden för en nyårskonsert dittills.
I Asien sändes det i Hong Kong, Jordanien, Sydkorea och Taiwan; i Amerika i Argentina, Chile, Costa Rica, Ecuador, El Salvador, Guatemala, Honduras, Mauritius, Mexiko, Peru, Uruguay, USA och Venezuela. Totalt i 42 länder.

## Program
I samband med hans 150-årsdag och till minne av att nyårskonserterna är nära förknippade med hans namn, spelades endast verk av Johann Strauss den yngre.

### 1:a delen
1. Ouvertyr till operetten Waldmeister
2. Bei uns z'Haus (Vals för manskör och orkester), op. 361 (Wiener Männergesang-Verein)
3. Stadt und Land, Polka mazur, op. 322
4. So ängstlich sind wir nicht, Polka schnell, op. 413
5. Liebeslieder, Vals, op. 114
6. Explosions-Polka, Polka schnell, op. 43*

### 2:a delen
1. Ouvertyr till Die Fledermaus
2. Sinngedichte, Vals, op. 1
3. Annen-Polka, op. 117
4. Leichtes Blut, Polka schnell, op. 319
5. Wein, Weib und Gesang, Vals, op. 333 (instrumental med förkortad inledning)
6. Auf der Jagd, Polka schnell, op. 373
7. Csárdás ur operan Ritter Pásmán, op. 441
8. Kaiser-Walzer, op. 437
9. Perpetuum mobile, Musikalischer Scherz, op. 257

### Extranummer
1. Vergnügungszug, Polka schnell, op. 281
2. An der schönen blauen Donau, Vals, op. 314 (Körversion till vers 5, avslutande i instrumentalversion med balett)

Verkförteckningen och verkens ordning finns på Wienerfilharmonikernas webbplats, i motsats till det program som publicerades där framfördes inte Radetzkymarschen av Johann Strauss den äldre, konserten innehöll endast verk av hans äldsta son..
Valsen Sinngedichte framfördes för första gången i Wienerfilharmonikernas nyårskonsert. .
*Explosions-Polka är ingen "Polka schnell" (Snabbpolka) i egentlig mening, den beteckningen användes av Johann Strauss den yngre först med op. 281 (Vergnügungszug (Polka schnell)).

## Medverkande
Enligt TV-sändningen deltog följande medverkande:
- Willi Boskovsky
- Wienerfilharmonikerna
- Wiener Männergesang-Verein
- Balettsolist/er från Volksoper Wien: Christina Klein, Melitta Ogrise, Hedi Richter, Ivan Jakus, Walter Kolman
- Balettsolist/er från Wiener Staatsoper: Gisela Cech, Judith Gerber, Susanne Kirnbauer, Lilly Scheuermann, Karl Musil, Ludwig M. Musil, Paul Vondrak, Franz Wilhelm

## Weblänkar
- An der schönen blauen Donau (und Schluss) im Neujahrskonzert der Wiener Philharmoniker (Fernsehaufzeichnung) 1975 auf youtube.com, I 8:47 i denna inspelning växlar Willi Boskovsky till balettsekvensen av codan med sin vänstra fot.